# مقاطعة يامابي
يامابي (باليابانية: 山辺郡 ) هي مقاطعة تقع في محافظة نارا، اليابان.
في عام 2003م بلغ عدد التعداد السكاني 11427 نسمة بكثافة سكانية تبلغ 103.46 شخص لكل كيلومتر مربع. تبلغ المساحة الاجمالية 110.45 كيلومتر مربع